# Pramada
Pramada est un terme sanskrit utilisé dans le jaïnisme et qui a trait au karma.
Sa traduction est négligence (ou résultats de négligence), mais peut être aussi inertie, inadvertance, indolence, oisiveté, lenteur, inattention (ou même mort).
Ce terme de théologie décrit un des facteurs responsables des liens karmiques. Le mithyatva ou la foi erronée est associé avec le pramada dans la création d'un karma éloignant du moksha : la libération. Les paroles inutiles, une mauvaise politique alimentaire, les passions sont d'autres causes de l'esclavage du karma.